# Corryocactus brachypetalus
Corryocactus brachypetalus är en kaktusväxtart som först beskrevs av Vaupel, och fick sitt nu gällande namn av Nathaniel Lord Britton och Joseph Nelson Rose. Corryocactus brachypetalus ingår i släktet Corryocactus, och familjen kaktusväxter. Inga underarter finns listade i Catalogue of Life.